# Dalida Glamorous
Albums de Dalida
Deutsche gesang ihre grossen erfolge
(2008) Arabian songs
(2009)
Dalida Glamorous est une compilation de Dalida parue en 2009 réunissant l'intégralité des enregistrements anglais de la chanteuse. Cette compilation permet de découvrir des chansons restées inédites, et d'autres qui n'avaient jamais été éditées en disque compact.

## Liste des titres de l'album
1. Little Words (Les petits mots)
2. The Lambeth Walk (Le Lambeth Walk)
3. He must have been 18 (Il venait d'avoir 18 ans)
4. Alabama Song
5. Kalimba de Luna
6. You (Eux)
7. Let me dance tonight (Laissez-moi danser)
8. Born to sing (Mourir sur scène)
9. Italian Restaurant (Le restaurant Italien)
10. Money, money
11. Willingly (Mélodie perdue)
12. The great Gigi l'Amoroso (Gigi l'Amoroso)
13. Orfeo (La chanson d'Orphée)
14. Never on sunday (Les enfants du Pirée)
15. For the first time (Come Prima)
16. Good bye my love (Bonsoir mon amour)
17. Milord
18. Dance my troubles away (La danse de Zorba)
19. The gypsies (Les gitans)
20. Say no more it's goodbye (Quand tu dors près de moi)
21. Tintarella di luna
22. If only I could live my life again (Si je pouvais revivre un jour ma vie)